# Гарантия
Гара́нтия (c фр. Garantie поручительство, ручательство) является одним из способов обеспечения исполнения договора между двумя его сторонами, при поддержке (по руча́тельству) третьей. Другими словами, это обеспечение обязательств одним лицом перед другим(-и), с привлечением властных полномочий либо иных возможностей третьего лица. Исключение может составить случай, когда поручителем является государство само за себя (например, по государственным облигациям), тогда субъектов только два. Антиподом поручительства, гарантии является риск.
Гара́нт, также руча́тель, поручи́тель — предоставляющий гарантии (ручательство) субъект; им может выступать государство, организация, предприятие, частное лицо. Субъект заявляет и принимает на себя меру ответственности (обязательства) за какие-либо обязательства или за качества и характеристики чего-либо.
Государство может предоставлять гарантии гражданам или юридическим лицам по соблюдению каких-либо обязательств. Например, государственная гарантия — это обязательство государства перед гражданами или юридическими лицами, предполагающее предоставление материальных или нематериальных благ. А правовые гарантии — свод правил, в соответствии с которым государство должно уважать все законные права, принадлежащие человеку.
Субъектом гарантии может выступать хозяйственная организация. Например, банковская гарантия — один из способов обеспечения исполнения обязательств, при котором банк, иное кредитное учреждение, страховая организация или иная коммерческая организация (гарант) выдает по просьбе должника (принципала) письменное обязательство уплатить кредитору (бенефициару) денежную сумму при предоставлении им требования о её уплате.
Как маркетинговый инструмент гарантия является показателем соответствия товара заявленным к продаже потребительским свойствам. Покупатель желает купить потребительские свойства товара, поэтому рассчитывает, что товар будет соответствовать заявленным продавцом свойствам. Продавец продаёт товар с определёнными потребительскими свойствами, соответствующими потребительским ожиданиям. Предоставляя гарантию, продавец или производитель берёт на себя ответственность за качество потребительских свойств и функционирование товара в течение определённого срока и обязательство исправлять неисправности, за которые взята ответственность. Так, гарантия на автомобиль — это обязательства официального дилера производить ремонт или замену детали, имеющей заводской дефект в течение оговорённого производителем гарантийного срока.

## Гарантийный срок
Гарантийный срок в гражданском праве:
- срок, в течение которого покупатель может, установив скрытые недостатки продукции (товара), предъявить соответствующие претензии поставщику (продавцу).
- срок, в течение которого изготовитель или закон обеспечивает стабильность качественных показателей изделия.